# Mbomboko Ngoy
David Fiston Mbomboko Ngoy (Kananga, 21 maggio 1977 – Lubumbashi, 4 giugno 2024) è stato un calciatore della Repubblica Democratica del Congo, di ruolo difensore.

## Caratteristiche tecniche
Terzino sinistro, giocò anche come difensore centrale.

## Carriera

### Nazionale
Debuttò in Nazionale il 28 gennaio 2004, in Tunisia-RD del Congo (3-0), subentrando a Marcel Mbayo al minuto 59. Partecipò, con la Nazionale, alla Coppa d'Africa 2004. Collezionò in totale, con la maglia della Nazionale, 4 presenze.

## Palmarès

### Club

#### Competizioni nazionali
- Linafoot: 5

TP Mazembe: 2006, 2007, 2009, 2011, 2012